# Axel Fredrik Gyllenhammar
Axel Fredrik Gyllenhammar, född 21 mars 1802 på Sundbyholms slott i Sundby socken, Södermanland, död 4 mars 1864 i Stockholm, var en svensk jurist. Han tillhörde den adliga ätten Gyllenhammar.
Gyllenhammar skrevs in som student vid Uppsala universitet 1816 och blev juris utriusque kandidat 1822. Han blev auskultant i Svea hovrätt samma år samt extra ordinarie notarie 1823, vice notarie 1825, vice häradshövding 1826, extra ordinarie fiskal 1828, fiskal 1830 och notarie samma år. Han erhöll häradshövdings namn, heder och värdighet 1831, blev adjungerad ledamot av Svea hovrätt 1833, häradshövding i Sjuhundra, Närdinghundra och Lyhundra härader samt Frötuna och Länna skeppslag i Roslagen 1836. Han utsågs 1848 till ledamot av Lagberedningen. Gyllenhammar var justitieråd (domare i Högsta domstolen) 1850–1863. Han är begravd på Norra begravningsplatsen utanför Stockholm.

## Utmärkelser
- Riddare av Nordstjärneorden, 28 april 1853
- Kommendör av Nordstjärneorden, 28 januari 1859